# Fiener Bruch
Das Fiener Bruch ist eine ausgedehnte, 9000 ha große, flache Niederungslandschaft, die seit 2001 als FFH-Gebiet unter Schutz steht und sich vom Jerichower Land im Nordosten Sachsen-Anhalts bis in den Landkreis Potsdam-Mittelmark und die kreisfreie Stadt Brandenburg an der Havel im Westen Brandenburgs erstreckt. Es liegt vollständig innerhalb des Baruther Urstromtales zwischen dem Hohen Fläming im Süden und der Karower Platte im Norden. Im 17. Jahrhundert ordnete Georg von Angern, der zuvor Schloss Dretzel gekauft hatte die Trockenlegung des Fiener Bruchs an. 1779 inspizierte Friedrich der Große den Fiener Bruch.

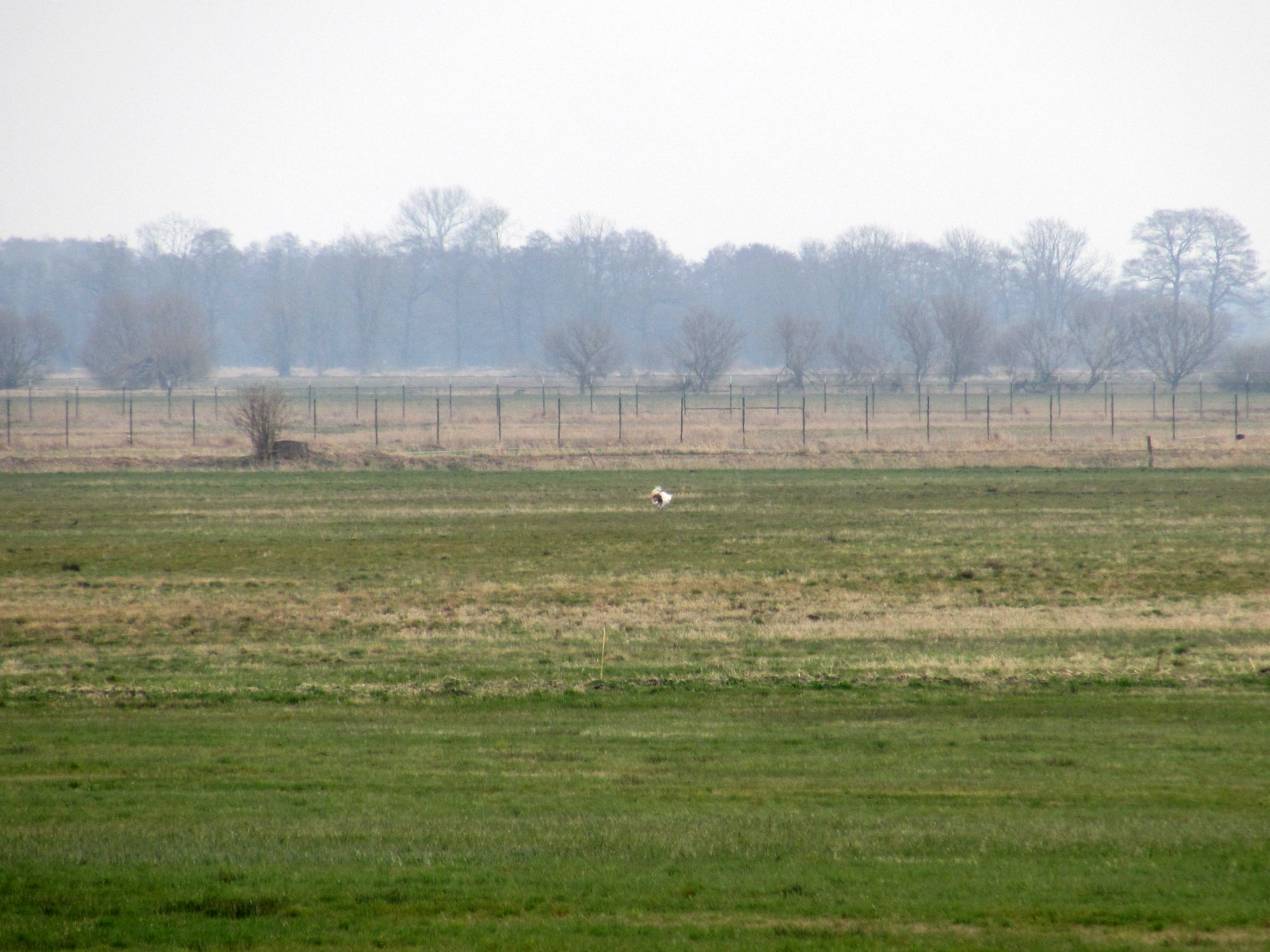
Umzäuntes Areal zum Schutz der Großtrappen vor Fressfeinden im Fiener Bruch, davor ein balzender Hahn im April 2016

Das Bruchtal ist über weite Flächen als Vogelschutzgebiet Fiener Bruch (SPA-Gebiet) ausgewiesen. Es ist ein international bedeutsamer Brutplatz vom Aussterben bedrohter Arten und Rastplatz für Zugvögel. Das Fiener Bruch ist eines der nur noch drei Brutgebiete der äußerst seltenen und vom Aussterben bedrohten Großtrappen. 2012 wurden im Fiener Bruch 33, 2015 etwa 60 Tiere gezählt. An Zugvögeln werden beispielsweise während des Frühjahrszug des Goldregenpfeifers bis zu 10.000 Vögel dieser Art gezählt. Im Herbst können hier bis zu 40.000 Kiebitze beobachtet werden. Ein zentraler Teil des Vogelschutzgebietes ist als Naturschutzgebiet Fiener Bruch zusätzlich unter Schutz gestellt.

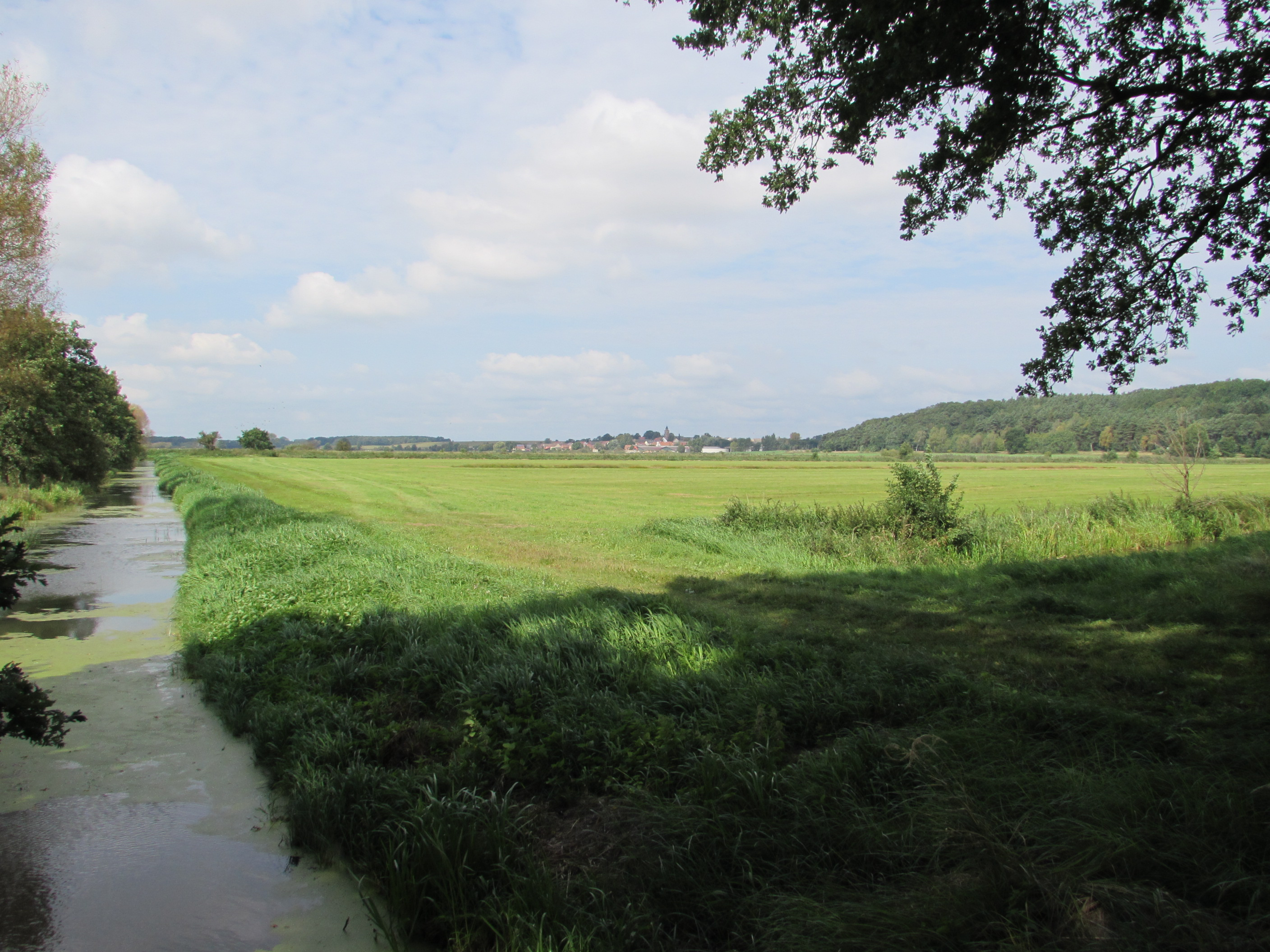
Fiener Bruch; Zitzer Hauptgraben, rechts im Hintergrund der Südhang der Karower Platte

Mit den Belziger Landschaftswiesen, die sich einige Kilometer südöstlich des Fiener Bruches befinden, sowie mit den Flemmingwiesen östlich der Talenge von Luckenwalde und dem Oberspreewald bildet das Bruch eine der historischen Niederungslandschaften im Baruther Urstromtal.

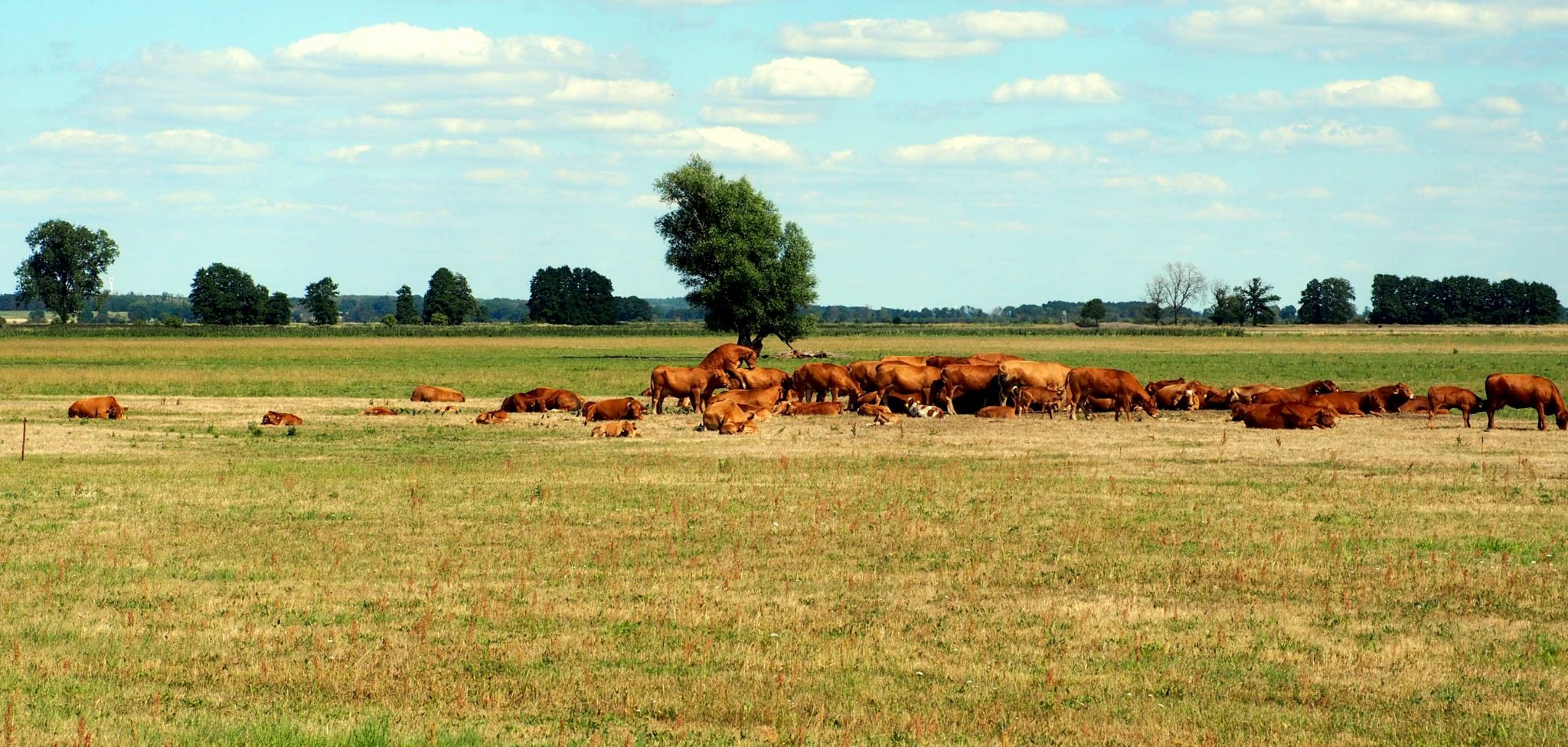
Nutzung als Weide

Das Bruch ist zum größten Teil vermoort. Auf dem Torf stockte ursprünglich ein Bruchwald. Nach der Entwässerung des Bruches und seiner Rodung findet man großflächig Wiesen. Das Bruch wird größtenteils als Grünland genutzt. Fließgewässer im Bruch sind die Buckau mit ihren Nebenflüssen, Buckauer Hauptgraben (im Oberlauf als Kobser Bach), der Hauptgraben, der Zitzer Landgraben, der Karower Landgraben, die Holzbuckau und das Verlorenwasser.
Südlich des Fiener Bruchs spülten abfließende eiszeitliche Schmelzwässer in das Urstromtal, wodurch feinsandige Schwemmkegel entstanden die das Bruch an dieser Stelle einengen. Auf dem westlicheren durch die Buckau aufgespülten Schwemmkegel entwickelte sich die mit Kiefern bewaldete Bücknitzer Heide, auf dem östlicheren, durch das Verlorenwasser geschaffenen die Wenzlower Heide.
Durchschnittlich leben im Fiener Bruch nur 13 Menschen auf einem Quadratkilometer, wobei eher die Ränder besiedelt sind. Orte am Bruch sind das zu Brandenburg an der Havel gehörende Mahlenzien, Boecke in Wenzlow, die zu Rosenau gehörenden Dörfer Viesen, Rogäsen und Zitz, Karow, welches zur Stadt Jerichow gehört, und die Genthiner Ortsteile Fienerode, Dretzel, Gladau und Tucheim mit dem im Bruch liegenden Vorwerk Königsrode. Das Fiener Bruch wird an seiner schmalsten Stelle westlich Rogäsens spätestens seit dem Mittelalter von einer Straße über den Fiener Damm gequert.

## Namensherkunft
Der Namensteil Fiener geht auf Urkunden zu Beginn des zweiten Jahrtausends zurück. 1009 war in einer Urkunde von „Uinár“, 1178 von „Vinre“ die Rede. 1574 war von „ab amne Finna influente“ die Rede. Somit änderte sich U zu V und später zu F. Es wird angenommen, dass es sich ursprünglich um die Bezeichnung eines Gewässers, der Gloine beziehungsweise des Gloinebachs, handelte, die später auf das Tal angewandt wurde. Der Name wird einem vorgermanischen Ursprung zugeordnet. Die entsprechende indogermanische Wurzel bedeutet so viel wie ‚drehen‘ oder ‚biegen‘.